# 果倍爽博物馆

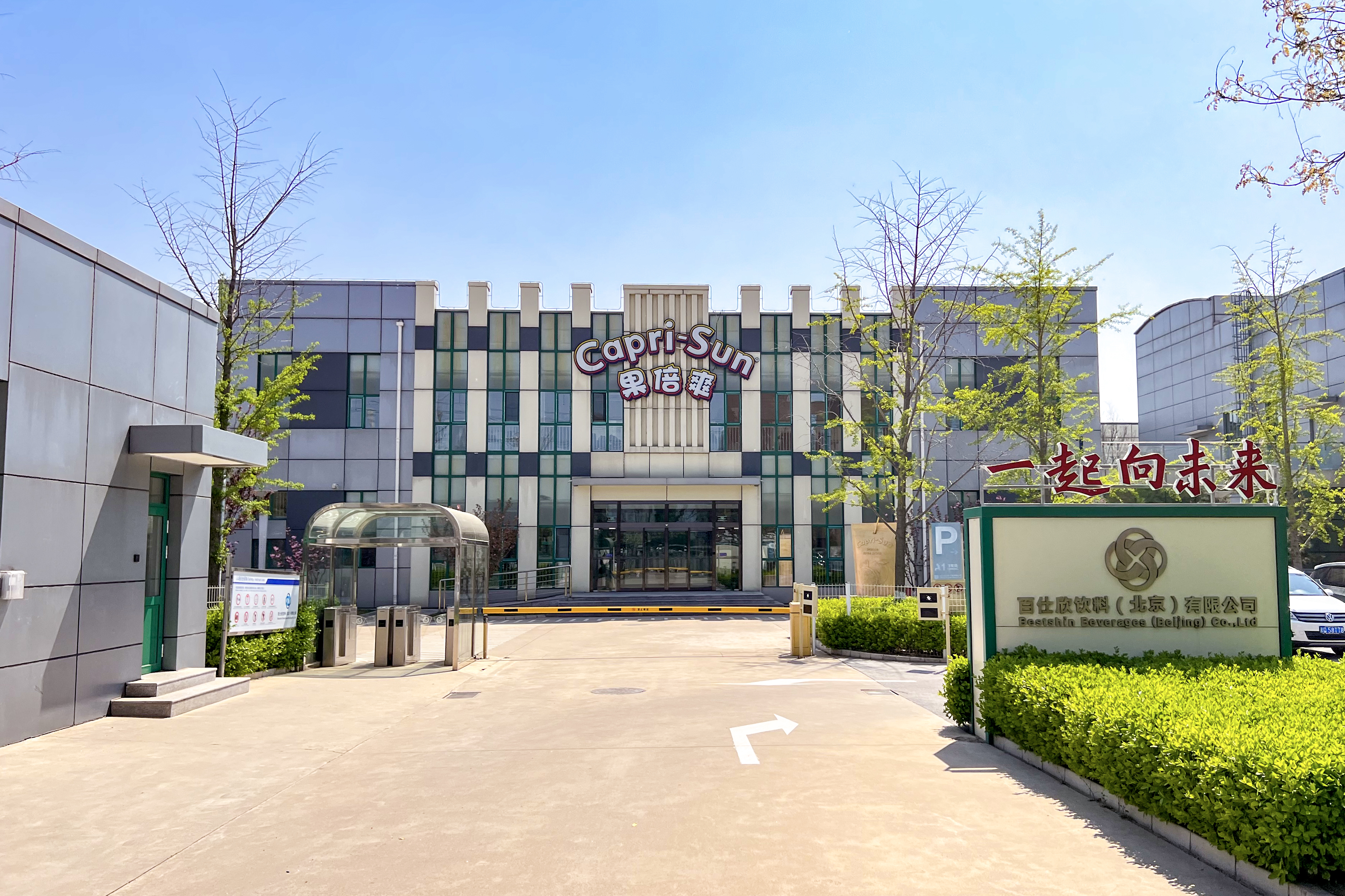
本馆所在的百仕欣饮料（北京）有限公司生产基地

果倍爽博物馆，位于北京市怀柔区雁栖地区百仕欣饮料(北京)有限公司生产基地，是一家以少儿果汁为主题的企业博物馆。

## 简介
2015年12月2日，果倍爽博物馆开馆仪式举行，怀柔区人民政府副区长王弢等人参加了仪式。该博物馆展示果倍爽少儿果汁的历史，并可参观自德国进口的果汁生产线。馆内设有趣味互动体验区、生产线观光区、个性化产品定制区等7个功能区，以及室外游乐体验区域。该博物馆主要面向少年儿童。